# Valerie Domínguez
Valerie Domínguez Tarud (Barranquilla, 12 de enero de 1981) es una actriz, modelo, presentadora y diseñadora colombiana de ascendencia libanesa. Fue coronada como Señorita Colombia 2005.

## Biografía
Valerie Domínguez es hija de Alberto José Domínguez y María Lourdes Tarud de Domínguez. Tiene dos hermanos, Alberto y Daniel, tiene ascendencia árabe y libanesa. «Soy pariente de Shakira por el lado de mi papá. Mi papá es sobrino del papá de Shakira».
Domínguez fue coronada como Señorita Colombia 2005 de manos de su prima Adriana Tarud Durán, Señorita Colombia 2004 el 14 de noviembre de 2005 en la ciudad de Cartagena, departamento de Bolívar.
En octubre de 2009, se vio involucrada en un escándalo de corrupción en su país. El programa al que pertenecía ella, su novio, su cuñada y sus suegros, Agro Ingreso Seguro, entregaba millonarios subsidios a familias adineradas del Magdalena y del Valle del Cauca. 
Se conoció que una gran cantidad de tierras a las que se le entregaron los subsidios de (AIS) Agro Ingreso Seguro pertenecían a Juan Manuel Dávila Jimeno, suegro de Valerie Domínguez. 
Por este escándalo, Domínguez fue absuelta en el año 2012 tras devolver el subsidio asignado a ella y declarar contra su entonces compañero sentimental.[cita requerida]
Es dueña de una joyería con sede en Barranquilla y Bogotá.

## Señorita Colombia 2005
Como representante por el departamento del Atlántico en el Concurso Nacional de Belleza de Colombia, fue elegida en la noche del 11 de noviembre de 2005 como la nueva Señorita Colombia, en una ceremonia que se llevó a cabo en el auditorio Getsemaní, del Centro de Convenciones Julio César Turbay, en Cartagena de Indias, Colombia. El jurado calificador fue integrado por Rudy Augsburger, actual vicepresidente de ventas de Ericsson, su arquitecto Carlos Augusto Barcellos de Carvalho, Peter Windsor, periodista inglés de Fórmula 1, Juan Carlos Paz, vicepresidente de la agencia de modelos Wilhemina y por el presidente de la casa de moda Loewe de España, Enrique Loewe Lynch. 
Es la novena barranquillera en ganar la corona para el departamento del Atlántico.

## Miss Universo 2006
En julio de 2006 viajó a Los Ángeles, California, para participar en el concurso de Miss Universo. Durante el concurso, celebrado el día 23 de julio de 2006, fue seleccionada como una de las diez finalistas.

## Debut como actriz
Tras su participación en Miss Universo, incursionó en el mundo televisivo con un rol secundario en el año 2007 como Marian Sajir en Hasta que la plata nos separe, y en la película Esto huele mal de Jorge Alí Triana y luego participó en el elenco principal entre el 2008 y 2009 en El último matrimonio feliz. 
En el 2010, Domínguez interpretó a Cristina como protagonista de la serie Los caballeros las prefieren brutas, producida por Sony y basada en el libro con el mismo nombre escrito por Isabella Santo Domingo. Ese mismo año se vinculó a la serie de FOX Telecolombia para el canal RCN Un sueño llamado salsa. Más adelante fue elegida como presentadora del Festival internacional del humor para los años 2011 y 2012 en fechas navideñas junto al humorista Andrés López.

## Agro Ingreso Seguro
Entre 2010 y 2012 Domínguez se vio envuelta en una controversia pública debido a que ella y la familia de su exnovio fueron favorecidos con la aprobación de subsidios estatales del programa Agro Ingreso Seguro del Ministerio de Agricultura, el cual se había creado para proveer a familias campesinas con recursos económicos para la inversión agrícola, con el fin de reducir la desigualdad en el campo de Colombia. A ella se le asignaron 306 millones de pesos colombianos (al cambio del momento, unos 159.000 dólares estadounidenses), pero al estallar el escandálo rechazó el dinero antes del desembolso, razón por la cual solo fue acusada en calidad de tentativa. 
Su entonces novio, el comisionista de bolsa Juan Manuel Dávila Fernández de Soto, su hermana y sus padres también recibieron subsidios. El periódico El Tiempo reportó que: «En total, la familia Dávila, una de las más ricas e influyentes de Santa Marta, recibió en el último año más de 2.200 millones de pesos en subsidios para 'riego y drenaje' en Algarrobo, Magdalena». A finales del año 2012 Valerie fue absuelta del proceso judicial en su contra.

## Filmografía

### Televisión
| Año       | Título                              | Personaje             | Canal              |
| --------- | ----------------------------------- | --------------------- | ------------------ |
| 2024      | Anything                            | Kourtney              |                    |
| 2022      | Te la dedico                        | Zuly «La Mona» Robayo | Canal RCN          |
| 2019-2020 | El hijo del Cacique                 | Chavita               | Caracol Televisión |
| 2014-2015 | Un sueño llamado salsa              | Margarita Wilkins     | Canal RCN          |
| 2012-2013 | La clínica                          | Lucy Wilson           | Cadenatres         |
| 2011      | Maltratadas                         | Carmen Sánchez        | América 2          |
| 2010-2012 | Los caballeros las prefieren brutas | Cristina Oviedo       | Caracol Televisión |
| 2008-2009 | El último matrimonio feliz          | Bárbara Mantilla      | Canal RCN          |
| 2008      | Mujeres asesinas                    | Clara, la fantasiosa  | Canal RCN          |
| 2007      | Hasta que la plata nos separe       | Marian Sajir          | Canal RCN          |

### Reality
| Año       | Título                                | Rol          | Canal              |
| --------- | ------------------------------------- | ------------ | ------------------ |
| 2020      | Miss Universe Colombia 2020           | Presentadora | Canal RCN          |
| 2019-2020 | Yo me llamo                           | Presentadora | Caracol Televisión |
| 2014      | Tu desayuno alegre                    | Invitada     | Univision          |
| 2011-2012 | Festival Internacional del humor      | Presentadora | Caracol Televisión |
| 2006      | Factor X, la batalla de las estrellas | Participante | Canal RCN          |

### Cine
| Año  | Título                | Personaje       |
| ---- | --------------------- | --------------- |
| 2023 | Sonido de Libertad    | Tanya           |
| 2017 | Más que hermanos      | Mia Bedi        |
| 2015 | El poder de la cruz   | Elena           |
| 2012 | El cielo en tu mirada | Claudia Márquez |
| 2007 | Esto huele mal        | Alexandra       |

## Premios y nominaciones

### Premios TVyNovelas
| Año  | Categoría                              | Telenovela o Serie                    | Resultado |
| ---- | -------------------------------------- | ------------------------------------- | --------- |
| 2009 | Mejor Actriz Protagónica Favorita      | El último matrimonio feliz            | Nominada  |
| 2011 | Mejor Actriz Protagónica de Serie      | Los Caballeros Las Prefieren Brutas   | Nominada  |
| 2012 | Mejor Actriz Protagónica de Serie      | Los Caballeros Las Prefieren Brutas 2 | Nominada  |
| 2015 | Mejor actriz protagónica de telenovela | Un sueño llamado salsa                | Nominada  |

### Premios India Catalina
| Año  | Categoría                              | Telenovela o Serie         | Resultado |
| ---- | -------------------------------------- | -------------------------- | --------- |
| 2009 | Mejor Actriz Protagónica de Telenovela | El último matrimonio feliz | Nominada  |